# Golem (álbum)
Golem es el primer álbum de la banda chilena de pop rock Golem, lanzado en octubre de 2003, bajo el sello discográfico Sello Azul. Destacan los sencillos Fiel, No llores y Creer.

## Canciones
1. Segundos
2. Fiel
3. Allí está
4. Mariposas
5. Anhelos
6. Volar
7. Tal vez
8. Ser
9. Hojas secas
10. No llores
11. Creer
12. Detén el tiempo
13. Sueños